# Берека (Дунаєвецький район)
Бере́ка — ботанічна пам'ятка природи місцевого значення в Україні. Розташована в межах Дунаєвецької міської громади Кам'янець-Подільського району Хмельницької області, на схід від села Соснівка (лісове урочище «Ковтун»).
Площа 0,1 га. Статус присвоєно згідно з розпорядженням облвиконкому від 11.06.1970 року № 156-р«б». Перебуває у віданні ДП «Кам'янець-Подільський лісгосп» (Дунаєвецьке л-во, кв. 1, вид. 10).